# Fundación Friedrich Ebert
La Fundación Friedrich Ebert (conocida como FES por sus siglas en alemán, Friedrich-Ebert-Stiftung) es la más grande y más antigua de las fundaciones políticas alemanas, cercana al Partido Socialdemócrata Alemán y la socialdemocracia alemana. Se dedica a nivel internacional a la promoción de la democracia, la justicia social, la paz y el sindicalismo democrático.

## Historia
Fundada en 1925 como legado político del primer jefe de Estado democráticamente electo en el Reich Alemán (República de Weimar), el Presidente del Reich, Friedrich Ebert. Se creó pocos días después de su muerte, con el capital inicial compuesto por donaciones de las personas que asistieron a su funeral. La principal tarea de la Fundación en sus primeros años era de contrarrestar la discriminación contra los trabajadores en el campo de la educación mediante el otorgamiento de becas a estudiantes de familias obreras de escasos recursos. La Fundación fue proscrita por el régimen nacionalsocialista en 1933 y restablecida en 1947. Es actualmente la que opera en la mayor cantidad de países. Tiene dos sedes (Bonn y Berlín).
El fomento en la formación política y social de hombres y mujeres de todas las esferas de la sociedad en un espíritu de democracia y pluralismo, la concesión de becas para facilitar a jóvenes dotados el acceso a la educación superior y la investigación, y la contribución a la comprensión y a la cooperación internacional son los objetivos principales de la fundación. Como institución privada y cultural sin fines de lucro, cercana al Partido Socialdemócrata de Alemania, la Fundación Friedrich Ebert está comprometida con los principios y valores básicos de la democracia social. La cooperación para el desarrollo es de suma importancia para la Fundación, por eso destina aproximadamente la mitad de su presupuesto anual a su trabajo internacional. Colabora con organizaciones y representantes de los ámbitos político, económico, sindical y científico, de los medios de comunicación y de la cultura. Su trabajo en el campo de la cooperación internacional forma parte de la política exterior de Alemania y siempre aspira a fortalecer las fuerzas democráticas, el sindicalismo democrático y la justicia social.

## Contrapartes
La Fundación Friedrich Ebert trabaja en aproximadamente 100 países, y generalmente se relaciona con partidos políticos de centroizquierda e izquierda, sindicatos, movimientos obreros y campesinos, grupos estudiantiles y femeninos, etc. 
A nivel de España y América Latina, la Fundación Friedrich Ebert trabaja con el PSOE de España (apoyándolo incluso durante el periodo de dictadura franquista), el Partido de la Revolución Democrática de México, la URNG de Guatemala, el FMLN de El Salvador, el Partido Libertad y Refundación y el Partido Innovación y Unidad de Honduras, el Partido Liberal Colombiano, el FSLN y el Movimiento Renovador Sandinista en Nicaragua, el Partido Liberación Nacional, Partido Acción Ciudadana y Partido Frente Amplio de Costa Rica, el PRD de Panamá, Tierra y Dignidad (Tierra y Libertad) de Perú, Frente Amplio de Uruguay, el Partido por la Democracia, Partido Radical Social Demócrata, y el Partido Socialista de Chile del Socialismo Democrático junto con el Frente Amplio de Chile.

## RevistaNueva Sociedad
Nueva Sociedad es una revista para Latinoamérica cuyos temas abordan diferentes áreas de ciencias sociales. La revista está orientada principalmente al pensamiento progresista y académico de izquierda.
La revista es publicada bimestralmente desde 1972 y posee hoy su sede en la ciudad de Buenos Aires (Argentina).